# OK Vivill
OK Vivill är en idrottsklubb i Smålandsstenar som främst verkar inom orientering men även längdskidåkning och orienteringsskytte. Klubben bildades 1951.
Klubbens namn härstammar från en hedning vid namn Vivill som bodde i trakten på 1100-talet. Han var en bygdens storman och bekostade bland annat den första kyrkan i socknen.[källa behövs] Efter honom fick socknen namnet Villstad. Det blev senare namnet på kommunen. När klubben bildats blev klubbnamnet OK Vivill.